# Доменіко Пассіньяно

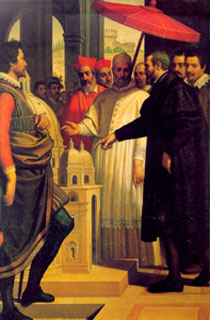
«Мікеланджело показує модель собору святого Петра Павлу IV», Каза Буонарроті, Флоренція

Доменіко Пассіньяно (італ. Domenico Passignano; при народженні — Доменіко Кресті (італ. Domenico Cresti) або Креспі (італ. Crespi); 1559 — 17 травня 1638) — італійський художник пізнього Відродження або стилю «контрманьєра» (контрманьєризм), який виник у Флоренції наприкінці XVI століття.

## Біографія
Кресті народився в Пассіньяно, фракція Таварнелле-Валь-ді-Пеза близько на 30 км на південь від Флоренції, і отримав освіту у місцевих монахів-валломброзіанів. Свої роботи він почав у стилізованій тосканській манері, працюючи з Джованні Баттістою Нальдіні та Джіроламо Макк'єтті. Після подорожі з Риму до Венеції (1581—1589) він потрапив під вплив стилю Тінторетто. Він їздив до Венеції як помічник Федеріко Цуккарі, який раніше найняв його для завершення «Страшного суду» Джорджіо Вазарі на стелі купола Флорентійського собору.
Відомо, що він малював із великою швидкістю; однак, оскільки він використовував менше фарби, щоб працювати швидко, більшість його робіт були сильно пошкоджені часом. Через цей талант він отримав прізвисько Passa Ognuno («[Він] обходить усіх») — можлива гра слів із назвою його місця народження.
У Флоренції він написав фрески Перенесення тіла і Похорон святого Антоніна П'єроцці (1589) для капели Сальвіаті в Сан-Марко та Проповідь Івана Хрестителя (1590) для Сан-Мікеле Вісдоміні. Він намалював Різдво (1594) для собору святого Мартина в місті Лукка. Інші роботи Пассіньяно знаходяться в церкві Сант-Андреа-делла-Валле (каплиця Барберіні), базиліці Санта-Марія-Маджоре (стелі баптистерія) і Санта-Марія-ін-Валлічелла (вівтарний образ каплиці Благовіщення) у Римі, Сан Фредіано в Пізі, в галереї Уффіці, і його «Наша Богоматір Якобінська» (1630) в Безансонському соборі. Крім того, написав знамениті портрети Галілея і Мікеланджело. Він також написав фрески для аббатства у своєму рідному місті.
Серед його учнів були брати Валоре і Доменіко Казіні, П'єтро Соррі і Чезаре Дандіні.
Пассіньяно помер у Флоренції в 1638 році.

## Вибрані твори
- «Ганімед і Юпітер». Музей мистецтв Університету Оклахоми
- «Алегорія цнотливості»
- «Весільний бенкет великого герцога Фердинанда І Медічі»
- «Купальщики в Сан-Нікколо» (італ. Bagnanti a San Niccolò; 1600)

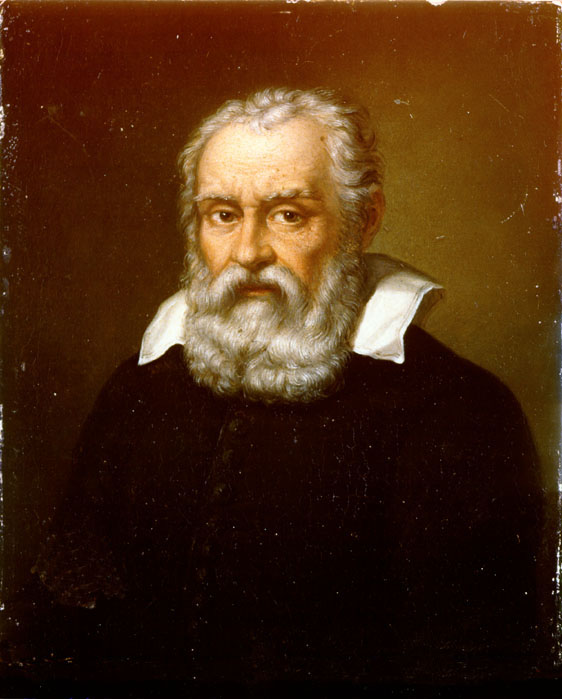
«Портрет Галілео Галілея»
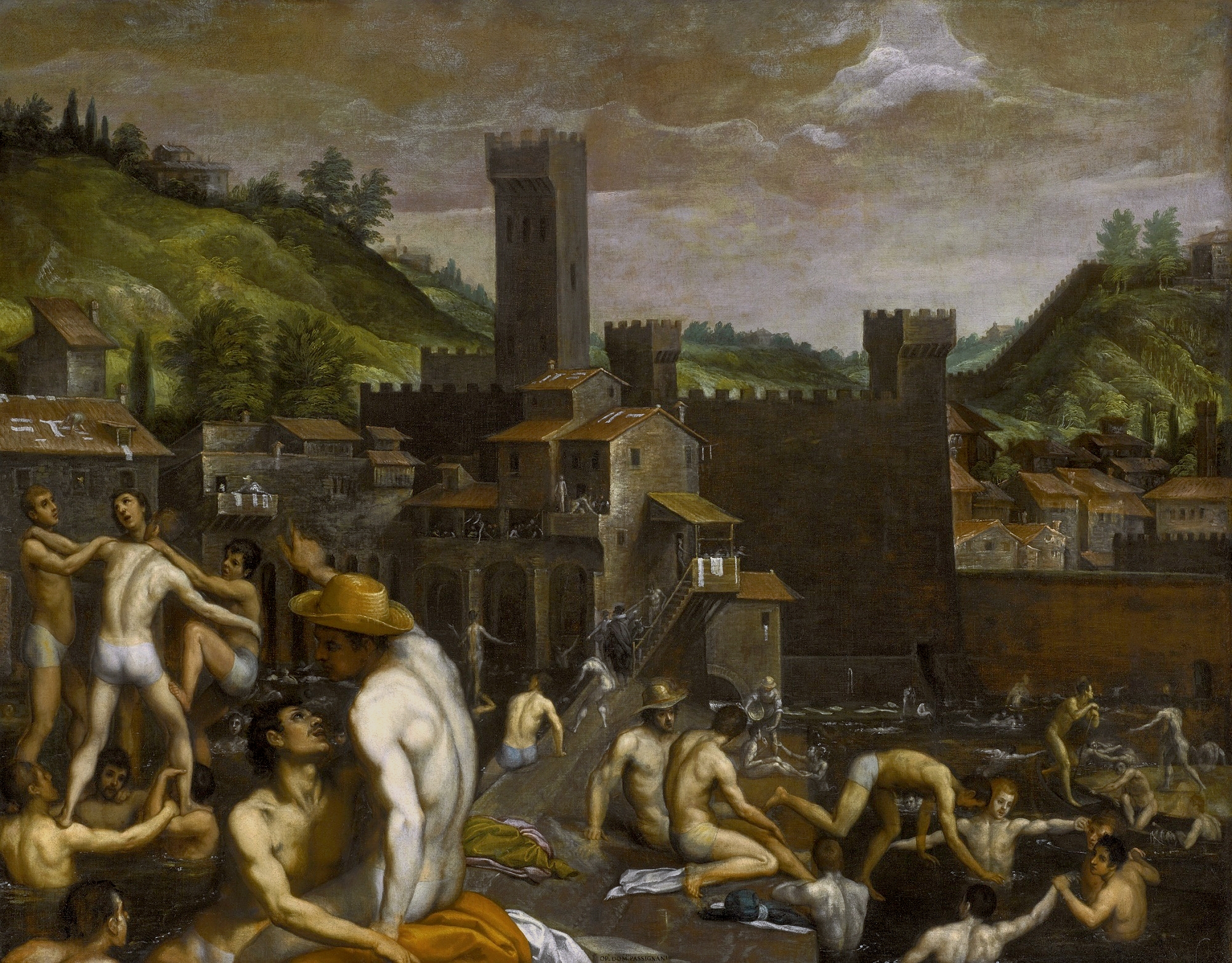
«Купальщики в Сан-Нікколо» (1600)
Ескіз «Благодійність в оточенні слави та щастя» (бл. 1608)

## Виноски
1. ↑  Deutsche Nationalbibliothek Record #122340566 // Gemeinsame Normdatei — 2012—2016.
2. ↑  Domenico Cresti
3. ↑  RKDartists
4. ↑  Національний музей Швеції — 1792.
5. ↑  Зведений список імен діячів мистецтва — 2017.
6. ↑  Kunstindeks Danmark
7. ↑  Berti, Federico (2013), Domenico Cresti, il Passignano,“fra la natione fiorentina e veneziana”: Viatico per il periodo giovanile con una inedita Sacra Famiglia, Florence: De Stijl Art Publishing, с. 18, ISBN 978-88-904451-3-2
8. ↑  Biografia universale antica e moderna ossia Storia per alfabeto della vita; page 227.
9. ↑  Dizionario ragionato delle voci delle arte del disegno architettura, pittura, scultura ed industrie affini, (1888), by Giuseppe A. Boidi, page 367.